# Elisabetta Coraini
Elisabetta Coraini (Milano, 13 settembre 1965) è un'attrice italiana.

## Biografia
Nata a Milano il 13 settembre 1965, ha studiato recitazione al Roy London Acting Studio e al Vincent Chase Acting Studio di Los Angeles e canto negli Stati Uniti con Seth Riggs.
Ha dato vita a personaggi per il teatro, la televisione e il cinema. A teatro ha partecipato a The Friday Night Show; in Italia è stata protagonista in L'uomo che non poteva morire, regia di Dino Desiata, Il gesto sospeso, regia di Fabrizio Portalupi, Mirandolina canta, di Sauro Albisani, Le sue donne, signor Pirandello..., diretto ancora da Portalupi, La strega Agnesi, regia di Mauro Ginestrone.
Ha interpretato piccoli ruoli in numerose fiction televisive: da I promessi sposi, regia di Salvatore Nocita, a  Squadra mobile: scomparsi, regia di Claudio Bonivento, da La dottoressa Giò di Filippo De Luigi, a Una donna per amico di Rossella Izzo, fino a The Age Of Treason di Kevin Connor, per la CBS. È stata co-protagonista in Uomo di rispetto di Damiano Damiani e in Lezioni di guai, regia di Stefano Bambini e Stefano De Santis. Dal 2001 è protagonista della soap opera di Canale 5, CentoVetrine, nel ruolo di Laura Beccaria.
Per il cinema, ha recitato in: Fairway - una strada lunga un sogno di Nello Correale e Alibi perfetto di Aldo Lado.
È stata Manuela nella silloge tratta dalla Catena d'Oro di Peter Russel, e protagonista del video-poesia Sradicherei l'albero intero sui versi di Serena Maffia.
A livello musicale, ha cantato per la Lino Patruno Jazz Band nel CD Amapola, della Fonit Cetra, e in numerose esibizioni live.
Ha dato vita con Fabrizio Portalupi e Giuseppina Amodei a Femina Fera, un progetto di arte fotografica e poetica con protagonista una donna che vive in mezzo alla natura, che è sfociato in un volume edito da Mondadori Electa, in una serie di mostre evento e in un video-poesia. Gli stessi tre artisti hanno poi realizzato EuDemonia, opera pubblicata nel 2010 da Paideia per inaugurare la nuova collana Palazzo Spinelli Arte.
Dal novembre 2015 Elisabetta fa parte insieme ad amici musicisti professionisti del gruppo musicale Elisabetta Coraini & Kumalé, un progetto che ripercorre le hits degli anni 80 in una versione rock attuale, il gruppo ha in programma la pubblicazione di un album seguito da una serie di concerti per l'autunno/inverno 2016.
Nell'estate 2016 entra a far parte dei King's River, progetto del laboratorio musicale RRRecordings specializzato in musica Lounge/Chillout del quale fa parte anche il chitarrista dei Kumalé, Luca Bob Gotti.

## Filmografia

### Cinema
- Alibi perfetto, regia di Aldo Lado (1992)
- Fairway - una strada lunga un sogno, regia di Nello Correale e Angelo Rizzo (1999)
- La freccia di carne, regia di Fabrizio Portalupi (2008) - Cortometraggio
- A_Mors, regia di Mauro Cartapani (2019)
- Creators - The Past, regia di Piergiuseppe Zaia (2019)
- Sul più bello, regia di Alice Filippi (2020)

### Televisione
- Il cuore di mamma, regia di Gioia Benelli (1988) - film TV
- Uomo di rispetto, regia di Damiano Damiani (1992) - film TV
- Age of Treason, regia di Kevin Connor (1993)  - film TV
- Lezioni di guai (1999) - serie TV
- CentoVetrine, registi vari  (2001-2015) - soap opera
- Tutta colpa di Freud, regia di Rolando Ravello (2021) - serie TV
- E noi rimanemmo a guardare, regia Pif (2021)